# Libná
Libná (niem. Liebenau bei Merkelsdorf) – wyludniona wieś w Czechach, w kraju hradeckim, w powiecie Náchod, niedaleko Teplic nad Metují, w pobliżu granicy z Polską (dawne na szlaku turystycznym przejście graniczne Libná-Chełmsko Śląskie).
Wieś powstała w XIV wieku jako położona w okolicach źródeł rzeki Metuji osada Helgendorf, którą zlokalizowano na północ od późniejszej Libnej. Z biegiem czasu wieś przeniosła się w dół potoku, przyjmując nazwę Miła Dolina (niem. Liebe Au). Pierwsza pisemna wzmianka o wsi w jej aktualnej lokalizacji pochodzi z 1576 roku („Lybmnau”). W 1910 roku zamieszkiwały ją 473 osoby. Od I połowy XIX wieku we wsi funkcjonowała szkoła, ponadto były tu warsztaty rzemieślnicze i tkackie, gospoda (winiarnia), w l. 1904-1918 agencja pocztowa, a w latach 30. XX wieku nawet wypożyczalnia samochodów.
Po wypędzeniu Niemców sudeckich w 1945 wieś pozostała w praktyce niezasiedlona, do czego przyczyniła się m.in. bliskość pasa granicznego. W latach 50. zaczęto rozbiórkę opustoszałych domostw. Aktualnie znajdują się tu trzy stare domy i wiele ruin po nieistniejących już zabudowaniach, a także staw rybny, nieczynne kamieniołomy, przydrożne krzyże i kapliczki, zdewastowany pomnik poświęcony pochodzącym ze wsi żołnierzom I wojny światowej oraz zdziczałe sady.

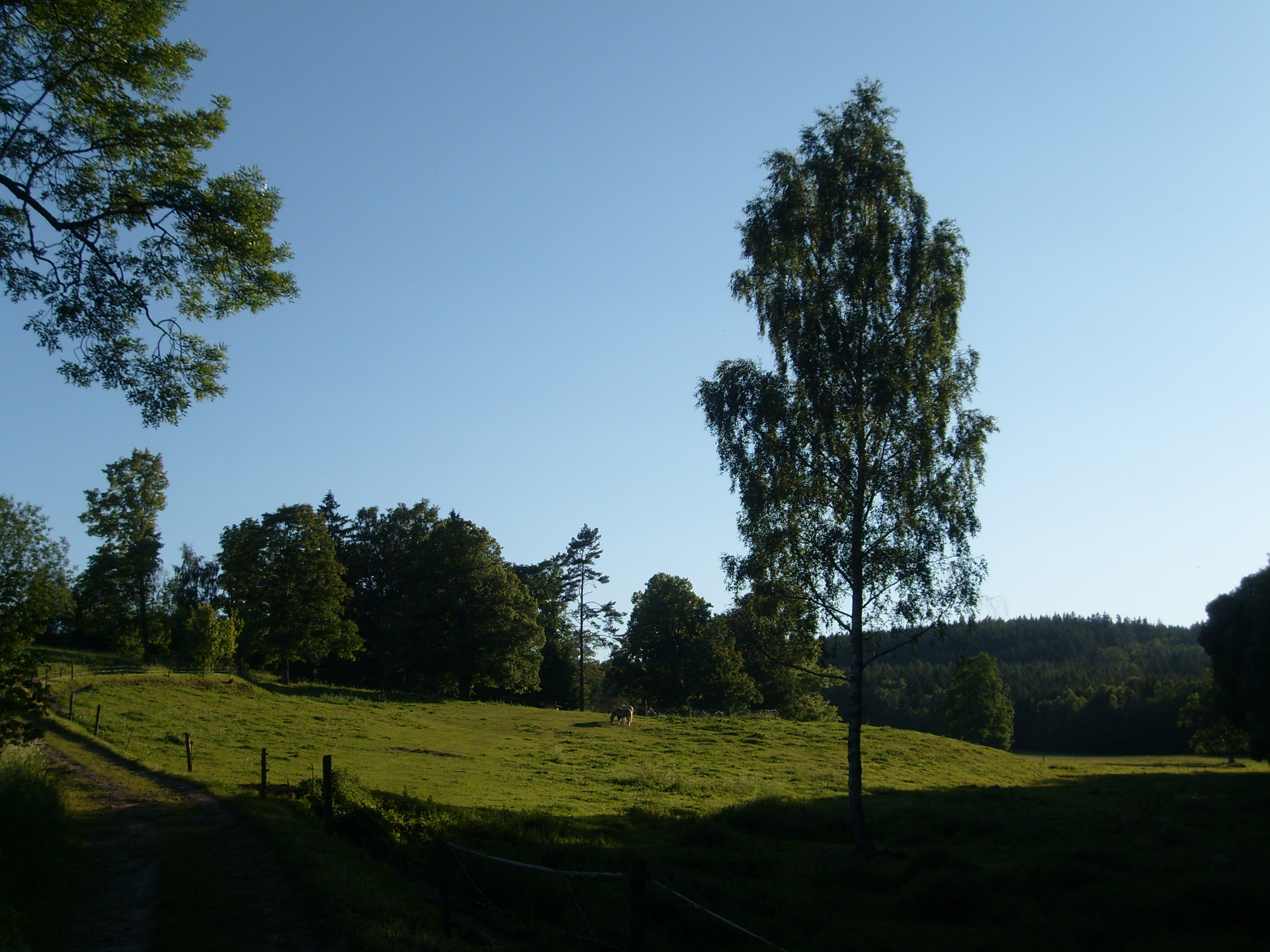
Zachodnia cześć dawnej wsi